# Aimé Césaire
Aimé Fernand David Césaire  (n. 26 iunie 1913, Basse-Pointe⁠(d), Martinique, Franța – d. 17 aprilie 2008, Fort-de-France, Martinique, Franța) a fost un poet și politician francez de origine martinicheză.
Alături de Léon Damas și Léopold Sédar Senghor, a fost fondator al curentului Négritude.
Adept al suprarealismului, în versuri de îndrăzneață expresie a formei, evocă natura luxuriantă a patriei natale și dorința de libertate a locuitorilor acesteia.
Aime Césaire scria, în 1939, în al său Cahier d’un retour au pays natal:
Je viendrais à ce pays mien et je lui dirais :
« Embrassez-moi sans crainte... 
Et si je ne sais que parler, c’est pour vous que je parlerai ».
Et je lui dirais encore :
« Ma bouche sera la bouche des malheurs qui n’ont point de bouche, 
Ma voix, la liberté de celles qui s’affaissent au cachot du désespoir. »
Mă voi întoarce în țara mea și îi voi spune:
„Sărutați-mă fără frică ...
Și dacă nu știu ce să spun, pentru voi voi vorbi.”
Și îi voi spune încă:
„Gura mea va fi gura necazurilor care nu au gură, 
Vocea mea, libertatea celor care se prăbușesc în temnița disperării.”
Imediat după moartea sa, personalități ale vieții politice franceze au propus ca sicriul său să fie depus la Panthéon, locul în care sunt onorate marile personalități politice sau culturale franceze. Dorința poetului fiind însă de a se odihni pe pământul natal, pe 6 aprilie 2011 a fost organizată la Panthéon o ceremonie de omagiu național, „marcând astfel recunostința Franței în ansamblul ei” („marquant ainsi la reconnaissance de la France dans son ensemble”), o placă dedicată acestui eveniment fiind fixată în interiorul monumentului.

## Opera literară
- 1943: Caietul unei reîntoarceri în patrie ("Cahier d'un retour au pays natal");
- 1946: Armele miraculoase ("Les armes miraculeuses");
- 1951: Discurs despre colonialism ("Discours sur le colonialisme");
- 1961: Cadastru ("Cadastre")
- 1963: Tragedia regelui Christophe ("La Tragédie du roi Christophe");
- 1967: Un anotimp în Congo ("Une Saison au Congo").